# Kazuaki Mawatari
Kazuaki Mawatari (japanisch 馬渡 和彰 Mawatari Kazuaki; * 23. Juni 1991 in Tokio) ist ein japanischer Fußballspieler.

## Karriere
Mawatari erlernte das Fußballspielen in der Schulmannschaft der Funabashi High School und der Universitätsmannschaft der Tōyō-Universität. Seinen ersten Vertrag unterschrieb er 2014 bei Gainare Tottori. Der Verein spielte in der dritthöchsten Liga des Landes, der J3 League. Für den Verein absolvierte er 52 Ligaspiele. 2016 wechselte er zum Zweitligisten Zweigen Kanazawa. Für den Verein absolvierte er 15 Ligaspiele. 2017 wechselte er zum Ligakonkurrenten Tokushima Vortis. Für den Verein absolvierte er 39 Ligaspiele. 2018 wechselte er zum Erstligisten Sanfrecce Hiroshima. Für den Verein absolvierte er vier Erstligaspiele. 2019 wechselte er zum Ligakonkurrenten Kawasaki Frontale. Mit Frontale gewann er 2019 den J.League Cup. Für den Verein absolvierte er 13 Erstligaspiele. 2020 wurde er an den Ligakonkurrenten Shonan Bellmare ausgeliehen. Nach Vertragsende bei Frontale unterschrieb er im Februar 2021 einen Vertrag beim Zweitligisten Ōmiya Ardija. Für den Klub aus Ōmiya-ku stand er 41-mal in der Liga auf dem Spielfeld. Im Januar 2022 wechselte er in die erste Liga, wo er einen Vertrag bei den Urawa Red Diamonds unterschrieb. 2022 gewann er mit den Urawa Red Diamonds den japanischen Supercup. Das Spiel gegen den Meister von 2021, Kawasaki Frontale, gewann man durch zwei Tore von Ataru Esaka mit 2:0.

## Erfolge
Sanfrecce Hiroshima
- J1 League

Vizemeister: 2018
Kawasaki Frontale
- J.League Cup: 2019

Urawa Red Diamonds
- Supercup: 2022